# Alícia del Regne Unit (gran duquessa de Hessen-Darmstadt)

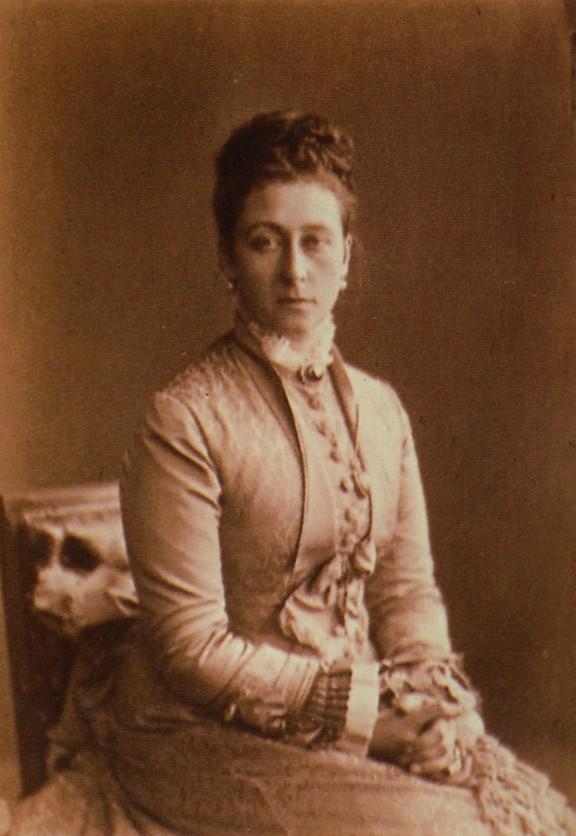
Alícia del Regne Unit (gran duquessa de Hessen-Darmstadt)

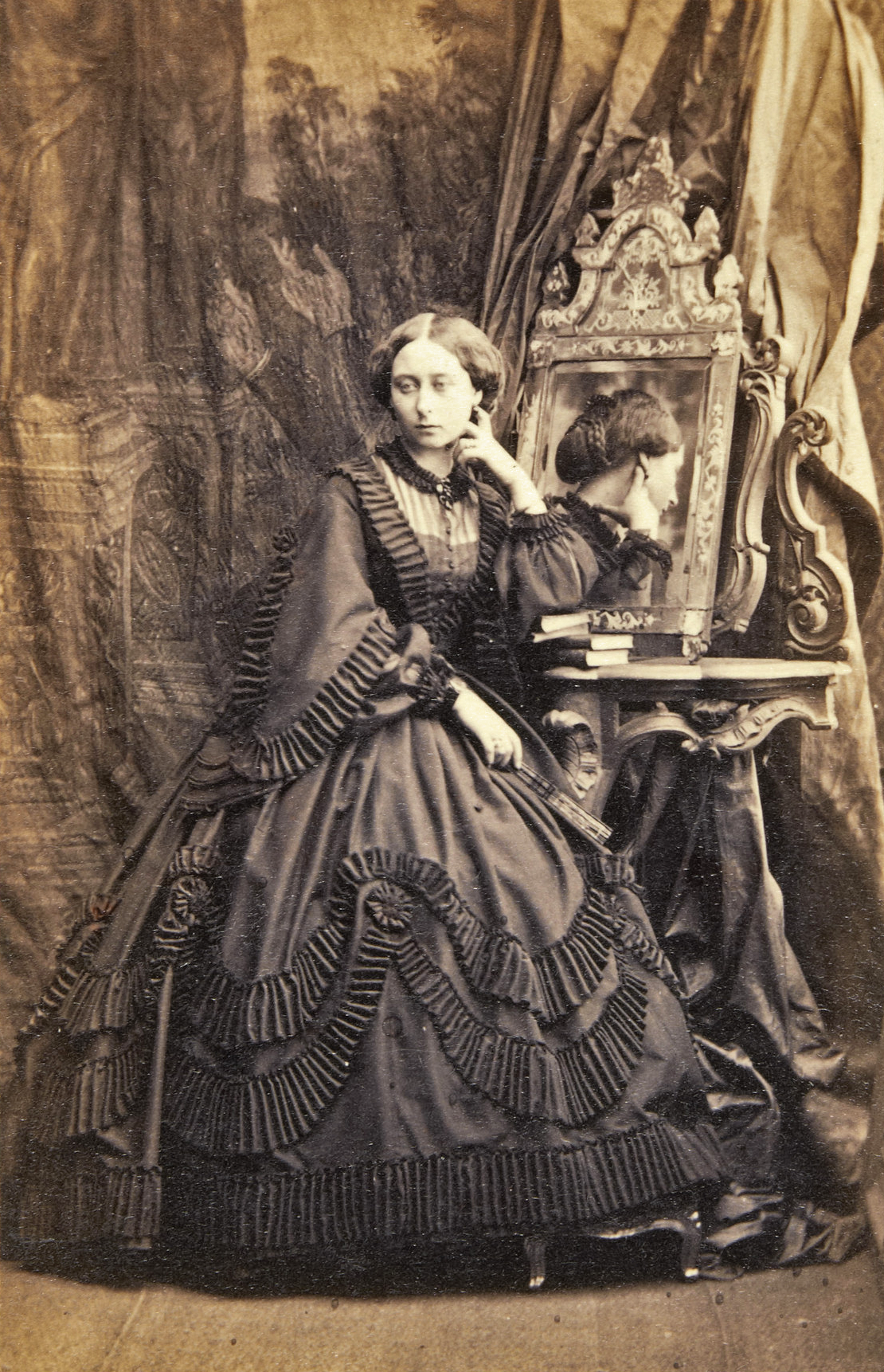
La gran duquessa Alícia de Hessen-Darmstadt.

Alícia del Regne Unit, gran duquessa de Hessen-Darmstadt (Londres 1843 - Darmstadt 1878) era la filla de la reina Victòria I del Regne Unit, esposa del gran duc Lluís IV de Hessen-Darmstadt i àvia i besàvia respectivament de lord Lluís Mountbatten i del príncep Felip de Grècia.

## Naixement i educació
Nascuda a Londres el 25 d'abril de 1843 al Palau de Buckingham de Londres era la tercera filla del matrimoni format per la reina Victòria I del Regne Unit i pel príncep Albert de Saxònia-Coburg Gotha. Al néixer rebé el títol de princesa del Regne Unit amb el grau d'Altesa Reial.
La princesa Alícia fou educada al costat de la seva germana la princesa reial Victòria. Ben aviat mostrà enormes interessos culturals i intel·lectuals. De caràcter dur, sever i alhora apassionat, Alícia tindria al llarg de la vida importants frustracions a causa de la passivitat de la vida que portà a Darmstadt.

## Casament i descendència
L'any 1860, el príncep Lluís de Hessen-Darmstadt assistí a les curses d'Ascot on coneixé a la princesa anglesa. La reina Victòria ja havia triat prèviament al príncep de Hessen-Darmstadt per espòs de la seva filla.
El príncep i futur gran duc Lluís IV de Hessen-Darmstadt era fill de l'hereu al tron gran ducal el príncep Carles de Hessen-Darmstadt, hereu del seu germà el gran duc Lluís III de Hessen-Darmstadt, i de la princesa Elisabet de Prússia.
Les noces tingueren lloc a la capella privada del Palau d'Osborne de l'illa de Wight al sud d'Anglaterra. La parella s'establí a Darmstadt i tingué set fills:
- SAR la princesa Victòria de Hessen-Darmstadt nascuda a Darmstadt el 1863 i morta a Londres el 1950. Es casà amb el príncep Lluís de Battenberg.

- SAR la princesa Elisabet de Hessen-Darmstadt, nascuda a Darmstadt el 1864 i assassinada a prop de Iekaterinburg pels bolxevis l'any 1918. Es casa amb el gran duc Sergi de Rússia.

- SAR la princesa Irene de Hessen-Darmstadt, nascuda a Darmstadt el 1866 i morta a Hemmelmark a Slesvig-Holstein el 1953. Es casà amb el príncep Enric de Prússia.

- Sa Altesa Gran Ducal el gran duc Ernest Lluís IV de Hessen-Darmstadt, nascut a Darmstadt el 1868 i mort el 1937. Es casà en primeres núpcies amb la princesa Victòria Melita del Regne Unit de la qual es divorcià l'any 1901, i es casà el 1905 en segones núpcies amb la princesa Elionor de Solms-Hohensolms-Lich.

- SAR el príncep Frederic de Hessen-Darmstadt nascut el 1870 i mort el 1873 a Darmstadt a causa de l'hemofilia.

- SAR la princesa Alexandra de Hessen-Darmstadt nascuda a Darmstadt el 1872 i assassinada a Iekaterinburg pels bolxevics el 1918. Es casà amb el tsar Nicolau II de Rússia.

- SAR la princesa Maria de Hessen-Darmstadt nascuda el 1874 i morta el 1878 aDarmstadt.

## Princesa i gran duquessa de Hessen-Darmstadt
Arran del seu casament s'instal·là a Darmstadt on portà una vida dedicada a la seva família i a l'activitat de promoció de la infermeria. Decebuda per la monotonia que es respirava a la capital del gran ducat alemany tingué un matrimoni bastant infeliç.
La pobresa relativa en què visqué marcà també les seves capacitats de distracció o d'ocupació. La seva dot de 30.000 lliures estarlines fou dedicada a la construcció del Nou Palau de Darmstadt i al pagament dels 3.000.000 de florins que Hessen hagué de pagar a Prússia arran de la guerra dels Ducats (1866), que comportà l'ocupació durant sis setmanes de la capital de Hessen-Darmstadt.
L'any 1877 moria tant l'hereu al tron de Hessen, el pare del seu espòs, i el gran duc Lluís III de Hessen-Darmstadt. Ascendí al tron l'any 1877, encara que morí escassos mesos després el 14 de desembre de 1878 a la capital de Hessen, justos disset anys després de la mort del seu pare el príncep Albert l'any 1861.
Durant l'any 1878 tota la seva família, a part d'ella i la seva filla la princesa Elisabet contragueren la diftèria. Ella en morí a causa del contagi i també ho feu la seva filla Maria.